# اوا خاچاتریان
اِوا خاچاتریان (ارمنی: Էվա Խաչատրյան؛ زادهٔ ۱۳ ژانویهٔ ۱۹۹۰) یک بازیگر اهل ارمنستان است. وی از سال ۲۰۰۶ میلادی تاکنون مشغول فعالیت بوده‌است.

## گزیده فیلمشناسی
از فیلم و مجموعه‌هایی که وی در آن نقش آفرینی کرده‌است می‌توان به شمال-جنوب (۲۰۱۵)، سوپر مامای ۲ و فول هاوس در نقش نورا اشاره کرد.